# Гиргинов, Александр
Александр Ангелов Гиргинов (11 мая 1879, Тырново — 1 ноября 1953, Белене) — болгарский политический деятель, адвокат.
Получил степень доктора права в Лейпцигском университете. Работал адвокатом, специалист в области государственного права, политический публицист, автор работ по политической истории Болгарии XX века. Видный деятель Демократической партии, последовательно придерживался либеральных взглядов, в 1920-е годы был одним из основных противников вхождения партии в состав политического объединения «Демократический сговор», находившегося у власти в 1923—1931. Был депутатом 14-го (1908—1911), 16-го (1913), 17-го (1914—1919), 18-го (1919—1920), 19-го (1920—1923), 20-го (1923), 21-го (1923—1927), 22-го (1927—1931) и 23-го (1931—1934) Обыкновенного народного собрания.
Как один из лидеров Демократической партии входил в состав Народного блока, победившего на парламентских выборах 1931. С 29 июня по 12 октября 1931 был министром финансов в правительстве лидера Демократической партии Александра Малинова, с 12 октября 1931 по 19 мая 1934 — министром внутренних дел и народного здравоохранения в правительстве другого лидера демократов Николы Мушанова. После переворота 19 сентября 1934 находился в оппозиции. Во время Второй мировой войны был сторонником нейтралитета Болгарии, отказался присоединиться к Отечественному фронту, в котором значительную роль играли коммунисты. С 2 по 9 сентября 1944 входил в состав правительства Константина Муравиева в качестве министра финансов и управляющего министерством торговли, промышленности и труда.
После свержения правительства Муравиева предстал перед так называемым Народным судом и в 1945 был приговорён к одному году лишения свободы, что исключило его из политической жизни в период утверждения у власти правительства Отечественного фронта (в 1996 Верховный суд отменил этот приговор). В сентябре 1945 был освобождён из тюрьмы и вернулся к активной деятельности в составе Демократической партии, редактировал партийную газету «Знаме», был в оппозиции к правительству. В октябре 1947 был выслан в провинцию, с 1949 жил в городе Дулово. В июне 1951 был арестован и отправлен в лагерь в Белене, отказался сотрудничать с органами государственной безопасности, что могло способствовать его свобождению. Скончался в лагере.

## Труды
- Парламентаризм и приход к власти. (1907).
- Ответственность за предвоенный период и мнение Демократической партии. (Отговорностите в навечерието на войната и становището на Демократическата партия; 1919).
- Государственное устройство Болгарии. (1921).
- Кабинет Малинова-Костуркова в 1918. (1922).
- Болгария перед Великой войной. (1923).
- Народная катастрофа. Война 1912—1913. (1926).
- Испытания в войне. 1915—1918. (1936).